# Kire Ristevski
Kire Ristevski (in macedone Кире Ристевски?; Bitola, 22 ottobre 1990) è un calciatore macedone, difensore dello Struga.

## Carriera

### Club
Nella sua carriera ha giocato nella massima serie del campionato macedone, albanese, bulgaro ed ungherese.

### Nazionale
Ha esordito in nazionale maggiore il 5 marzo 2014 nell'amichevole tra Macedonia-Lettonia (2-1).

## Statistiche

### Cronologia presenze e reti in nazionale
| Cronologia completa delle presenze e delle reti in nazionale ― Macedonia del Nord | Cronologia completa delle presenze e delle reti in nazionale ― Macedonia del Nord | Cronologia completa delle presenze e delle reti in nazionale ― Macedonia del Nord | Cronologia completa delle presenze e delle reti in nazionale ― Macedonia del Nord | Cronologia completa delle presenze e delle reti in nazionale ― Macedonia del Nord | Cronologia completa delle presenze e delle reti in nazionale ― Macedonia del Nord | Cronologia completa delle presenze e delle reti in nazionale ― Macedonia del Nord | Cronologia completa delle presenze e delle reti in nazionale ― Macedonia del Nord |
| Data                                                                              | Città                                                                             | In casa                                                                           | Risultato                                                                         | Ospiti                                                                            | Competizione                                                                      | Reti                                                                              | Note                                                                              |
| --------------------------------------------------------------------------------- | --------------------------------------------------------------------------------- | --------------------------------------------------------------------------------- | --------------------------------------------------------------------------------- | --------------------------------------------------------------------------------- | --------------------------------------------------------------------------------- | --------------------------------------------------------------------------------- | --------------------------------------------------------------------------------- |
| 5-3-2014                                                                          | Skopje                                                                            | Macedonia                                                                         | 2 – 1                                                                             | Lettonia                                                                          | Amichevole                                                                        | -                                                                                 | 77’                                                                               |
| 26-5-2014                                                                         | Kufstein                                                                          | Camerun                                                                           | 2 – 0                                                                             | Macedonia                                                                         | Amichevole                                                                        | -                                                                                 |                                                                                   |
| 30-5-2014                                                                         | Rieti                                                                             | Qatar                                                                             | 0 – 0                                                                             | Macedonia                                                                         | Amichevole                                                                        | -                                                                                 |                                                                                   |
| 30-3-2015                                                                         | Skopje                                                                            | Macedonia                                                                         | 0 – 0                                                                             | Australia                                                                         | Amichevole                                                                        | -                                                                                 |                                                                                   |
| 5-9-2015                                                                          | Lussemburgo                                                                       | Lussemburgo                                                                       | 1 – 0                                                                             | Macedonia                                                                         | Qual. Euro 2016                                                                   | -                                                                                 | 37’ 90+1’                                                                         |
| 8-9-2015                                                                          | Skopje                                                                            | Macedonia                                                                         | 0 – 1                                                                             | Spagna                                                                            | Qual. Euro 2016                                                                   | -                                                                                 |                                                                                   |
| 9-10-2015                                                                         | Skopje                                                                            | Macedonia                                                                         | 0 – 2                                                                             | Ucraina                                                                           | Qual. Euro 2016                                                                   | -                                                                                 |                                                                                   |
| 23-3-2016                                                                         | Capodistria                                                                       | Slovenia                                                                          | 1 – 0                                                                             | Macedonia                                                                         | Amichevole                                                                        | -                                                                                 | 31’                                                                               |
| 29-3-2016                                                                         | Skopje                                                                            | Macedonia                                                                         | 0 – 2                                                                             | Bulgaria                                                                          | Amichevole                                                                        | -                                                                                 | 74’                                                                               |
| 29-5-2016                                                                         | Bad Erlach                                                                        | Macedonia                                                                         | 3 – 1                                                                             | Azerbaigian                                                                       | Amichevole                                                                        | -                                                                                 |                                                                                   |
| 2-6-2016                                                                          | Skopje                                                                            | Macedonia                                                                         | 1 – 3                                                                             | Iran                                                                              | Amichevole                                                                        | -                                                                                 |                                                                                   |
| 5-9-2016                                                                          | Scutari                                                                           | Albania                                                                           | 2 – 1                                                                             | Macedonia                                                                         | Qual. Mondiali 2018                                                               | -                                                                                 |                                                                                   |
| 6-10-2016                                                                         | Skopje                                                                            | Macedonia                                                                         | 1 – 2                                                                             | Israele                                                                           | Qual. Mondiali 2018                                                               | -                                                                                 |                                                                                   |
| 9-10-2016                                                                         | Skopje                                                                            | Macedonia                                                                         | 2 – 3                                                                             | Italia                                                                            | Qual. Mondiali 2018                                                               | -                                                                                 |                                                                                   |
| 12-11-2016                                                                        | Granada                                                                           | Spagna                                                                            | 4 – 0                                                                             | Macedonia                                                                         | Qual. Mondiali 2018                                                               | -                                                                                 |                                                                                   |
| 24-3-2017                                                                         | Vaduz                                                                             | Liechtenstein                                                                     | 0 – 3                                                                             | Macedonia                                                                         | Qual. Mondiali 2018                                                               | -                                                                                 |                                                                                   |
| 28-3-2017                                                                         | Skopje                                                                            | Macedonia                                                                         | 3 – 0                                                                             | Bielorussia                                                                       | Amichevole                                                                        | -                                                                                 |                                                                                   |
| 5-6-2017                                                                          | Skopje                                                                            | Macedonia                                                                         | 0 – 0                                                                             | Turchia                                                                           | Amichevole                                                                        | -                                                                                 |                                                                                   |
| 11-6-2017                                                                         | Skopje                                                                            | Macedonia                                                                         | 1 – 2                                                                             | Spagna                                                                            | Qual. Mondiali 2018                                                               | -                                                                                 | 90+4’                                                                             |
| 2-9-2017                                                                          | Haifa                                                                             | Israele                                                                           | 0 – 1                                                                             | Macedonia                                                                         | Qual. Mondiali 2018                                                               | -                                                                                 |                                                                                   |
| 5-9-2017                                                                          | Skopje                                                                            | Macedonia                                                                         | 1 – 1                                                                             | Albania                                                                           | Qual. Mondiali 2018                                                               | -                                                                                 | 64’ 87’                                                                           |
| 9-10-2017                                                                         | Skopje                                                                            | Macedonia                                                                         | 4 – 0                                                                             | Liechtenstein                                                                     | Qual. Mondiali 2018                                                               | -                                                                                 |                                                                                   |
| 11-11-2017                                                                        | Skopje                                                                            | Macedonia                                                                         | 2 – 0                                                                             | Norvegia                                                                          | Amichevole                                                                        | -                                                                                 |                                                                                   |
| 23-3-2018                                                                         | Adalia                                                                            | Finlandia                                                                         | 0 – 0                                                                             | Macedonia                                                                         | Amichevole                                                                        | -                                                                                 |                                                                                   |
| 27-3-2018                                                                         | Adalia                                                                            | Azerbaigian                                                                       | 1 – 1                                                                             | Macedonia                                                                         | Amichevole                                                                        | -                                                                                 | 44’                                                                               |
| 6-9-2018                                                                          | Gibilterra                                                                        | Gibilterra                                                                        | 0 – 2                                                                             | Macedonia                                                                         | UEFA Nations League 2018-2019 - 1º turno                                          | -                                                                                 |                                                                                   |
| 9-9-2018                                                                          | Skopje                                                                            | Macedonia                                                                         | 2 – 0                                                                             | Armenia                                                                           | UEFA Nations League 2018-2019 - 1º turno                                          | -                                                                                 |                                                                                   |
| 16-10-2018                                                                        | Erevan                                                                            | Armenia                                                                           | 4 – 0                                                                             | Macedonia                                                                         | UEFA Nations League 2018-2019 - 1º turno                                          | -                                                                                 |                                                                                   |
| 16-11-2018                                                                        | Vaduz                                                                             | Liechtenstein                                                                     | 0 – 2                                                                             | Macedonia                                                                         | UEFA Nations League 2018-2019 - 1º turno                                          | -                                                                                 |                                                                                   |
| 19-11-2018                                                                        | Skopje                                                                            | Macedonia                                                                         | 4 – 0                                                                             | Gibilterra                                                                        | UEFA Nations League 2018-2019 - 1º turno                                          | -                                                                                 |                                                                                   |
| 21-3-2019                                                                         | Skopje                                                                            | Macedonia del Nord                                                                | 3 – 1                                                                             | Lettonia                                                                          | Qual. Euro 2020                                                                   | -                                                                                 | 71’                                                                               |
| 24-3-2019                                                                         | Lubiana                                                                           | Slovenia                                                                          | 1 – 1                                                                             | Macedonia del Nord                                                                | Qual. Euro 2020                                                                   | -                                                                                 | 90+3’                                                                             |
| 10-6-2019                                                                         | Skopje                                                                            | Macedonia del Nord                                                                | 1 – 4                                                                             | Austria                                                                           | Qual. Euro 2020                                                                   | -                                                                                 | 56’                                                                               |
| 5-9-2019                                                                          | Be'er Sheva                                                                       | Israele                                                                           | 1 – 1                                                                             | Macedonia del Nord                                                                | Qual. Euro 2020                                                                   | -                                                                                 |                                                                                   |
| 10-10-2019                                                                        | Skopje                                                                            | Macedonia del Nord                                                                | 2 – 1                                                                             | Slovenia                                                                          | Qual. Euro 2020                                                                   | -                                                                                 |                                                                                   |
| 13-10-2019                                                                        | Varsavia                                                                          | Polonia                                                                           | 2 – 0                                                                             | Macedonia del Nord                                                                | Qual. Euro 2020                                                                   | -                                                                                 | 80’                                                                               |
| 16-11-2019                                                                        | Vienna                                                                            | Austria                                                                           | 2 – 1                                                                             | Macedonia del Nord                                                                | Qual. Euro 2020                                                                   | -                                                                                 |                                                                                   |
| 19-11-2019                                                                        | Skopje                                                                            | Macedonia del Nord                                                                | 1 – 0                                                                             | Israele                                                                           | Qual. Euro 2020                                                                   | -                                                                                 |                                                                                   |
| 5-9-2020                                                                          | Skopje                                                                            | Macedonia del Nord                                                                | 2 – 1                                                                             | Armenia                                                                           | UEFA Nations League 2020-2021 - 1º turno                                          | -                                                                                 | 71’                                                                               |
| 8-10-2020                                                                         | Skopje                                                                            | Macedonia del Nord                                                                | 2 – 1                                                                             | Kosovo                                                                            | Qual. Euro 2020                                                                   | -                                                                                 | 51’                                                                               |
| 11-10-2020                                                                        | Tallinn                                                                           | Estonia                                                                           | 3 – 3                                                                             | Macedonia del Nord                                                                | UEFA Nations League 2020-2021 - 1º turno                                          | -                                                                                 |                                                                                   |
| 14-10-2020                                                                        | Skopje                                                                            | Macedonia del Nord                                                                | 1 – 1                                                                             | Georgia                                                                           | UEFA Nations League 2020-2021 - 1º turno                                          | -                                                                                 | 80’                                                                               |
| 25-3-2021                                                                         | Bucarest                                                                          | Romania                                                                           | 3 – 2                                                                             | Macedonia del Nord                                                                | Qual. Mondiali 2022                                                               | -                                                                                 | 88’                                                                               |
| 28-3-2021                                                                         | Skopje                                                                            | Macedonia del Nord                                                                | 5 – 0                                                                             | Liechtenstein                                                                     | Qual. Mondiali 2022                                                               | -                                                                                 |                                                                                   |
| 31-3-2021                                                                         | Duisburg                                                                          | Germania                                                                          | 1 – 2                                                                             | Macedonia del Nord                                                                | Qual. Mondiali 2022                                                               | -                                                                                 | 90’                                                                               |
| 1-6-2021                                                                          | Skopje                                                                            | Macedonia del Nord                                                                | 1 – 1                                                                             | Slovenia                                                                          | Amichevole                                                                        | -                                                                                 | 70’                                                                               |
| 4-6-2021                                                                          | Skopje                                                                            | Macedonia del Nord                                                                | 4 – 0                                                                             | Kazakistan                                                                        | Amichevole                                                                        | -                                                                                 |                                                                                   |
| 17-6-2021                                                                         | Bucarest                                                                          | Ucraina                                                                           | 2 – 1                                                                             | Macedonia del Nord                                                                | Euro 2020 - 1º turno                                                              | -                                                                                 | 85’                                                                               |
| 5-9-2021                                                                          | Reykjavík                                                                         | Islanda                                                                           | 2 – 2                                                                             | Macedonia del Nord                                                                | Qual. Mondiali 2022                                                               | -                                                                                 | 90+1’                                                                             |
| 8-9-2021                                                                          | Skopje                                                                            | Macedonia del Nord                                                                | 0 – 0                                                                             | Romania                                                                           | Qual. Mondiali 2022                                                               | -                                                                                 | 64’                                                                               |
| 8-10-2021                                                                         | Vaduz                                                                             | Liechtenstein                                                                     | 0 – 4                                                                             | Macedonia del Nord                                                                | Qual. Mondiali 2022                                                               | -                                                                                 |                                                                                   |
| 11-10-2021                                                                        | Skopje                                                                            | Macedonia del Nord                                                                | 0 – 4                                                                             | Germania                                                                          | Qual. Mondiali 2022                                                               | -                                                                                 | 77’                                                                               |
| 11-11-2021                                                                        | Erevan                                                                            | Armenia                                                                           | 0 – 5                                                                             | Macedonia del Nord                                                                | Qual. Mondiali 2022                                                               | -                                                                                 | 77’                                                                               |
| 24-3-2022                                                                         | Palermo                                                                           | Italia                                                                            | 0 – 1                                                                             | Macedonia del Nord                                                                | Qual. Mondiali 2022                                                               | -                                                                                 | 85’                                                                               |
| 2-6-2022                                                                          | Sofia                                                                             | Bulgaria                                                                          | 1 – 1                                                                             | Macedonia del Nord                                                                | UEFA Nations League 2022-2023 - 1º turno                                          | -                                                                                 | 88’                                                                               |
| 5-6-2022                                                                          | Gibilterra                                                                        | Gibilterra                                                                        | 0 – 2                                                                             | Macedonia del Nord                                                                | UEFA Nations League 2022-2023 - 1º turno                                          | -                                                                                 | 46’                                                                               |
| 12-6-2022                                                                         | Skopje                                                                            | Macedonia del Nord                                                                | 4 – 0                                                                             | Gibilterra                                                                        | UEFA Nations League 2022-2023 - 1º turno                                          | -                                                                                 |                                                                                   |
| 23-3-2023                                                                         | Skopje                                                                            | Macedonia del Nord                                                                | 2 – 1                                                                             | Malta                                                                             | Qual. Euro 2024                                                                   | -                                                                                 | 90+2’                                                                             |
| 27-3-2023                                                                         | Skopje                                                                            | Macedonia del Nord                                                                | 1 – 0                                                                             | Fær Øer                                                                           | Amichevole                                                                        | -                                                                                 |                                                                                   |
| Totale                                                                            |                                                                                   | Presenze                                                                          | 59                                                                                |                                                                                   | Reti                                                                              | 0                                                                                 |                                                                                   |

## Palmarès

### Club

#### Competizioni nazionali
- Coppa d'Ungheria: 1

Újpest: 2020-2021